# Bergrennen Ollon-Villars 1963

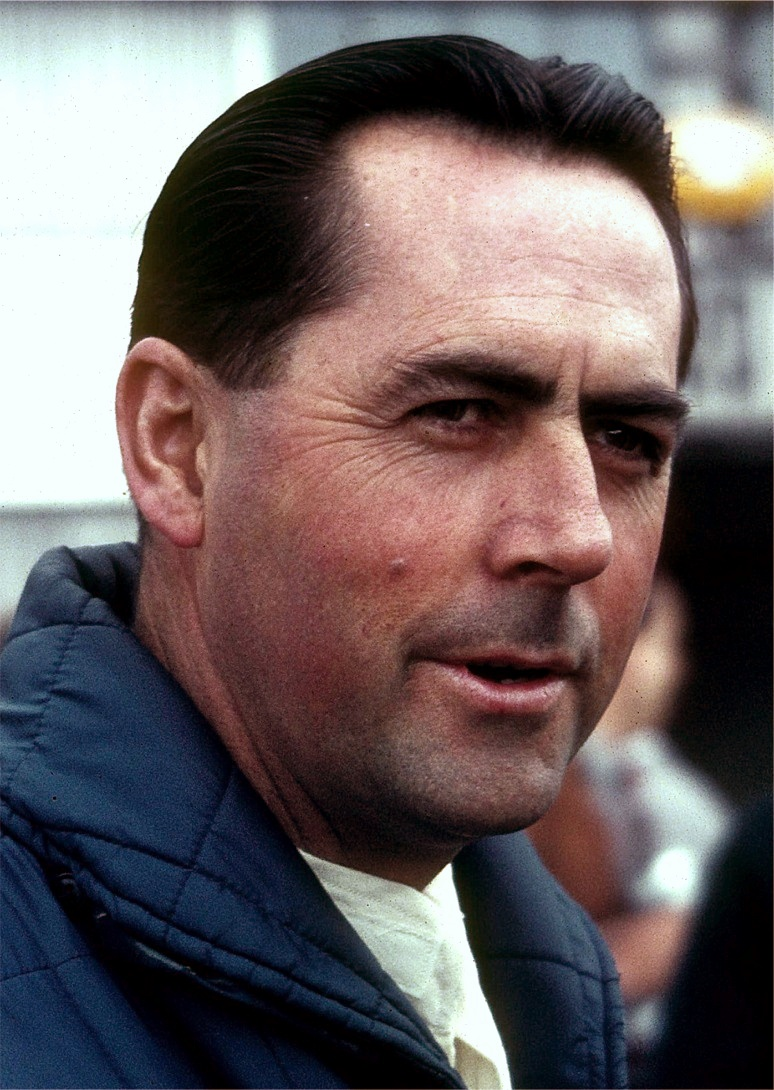
Jack Brabham fuhr einen Formel-2-Brabham, schied aber nach Trainingsbestzeit im Rennen aus

Das Bergrennen Ollon-Villars, auch Ollon-Villars, Swiss Mountain Grand Prix, war ein Bergrennen, das am 25. August 1963 ausgefahren wurde. Gleichzeitig war das Rennen der 17. Wertungslauf der Sportwagen-Weltmeisterschaft dieses Jahres.

## Das Rennen
Das Bergrennen Ollon-Villars war 1963 bereits das vierte Rennen auf dem Berg, das einen Weltmeisterschaftsstatus erhielt. Gefahren wurde auf der Bergstraße von Ollon nach Villars-sur-Ollon im Schweizer Kanton Waadt. Die Streckenlänge betrug exakt acht Kilometer. Üblicherweise musste die Strecke zweimal bewältigt werden.
Wieder trafen die Dominatoren der 1963er-Bergrennen aufeinander. Edoardo Lualdi, der auf einem Ferrari Dino 196SP die Coppa della Consuma gewonnen hatte. Edgar Barth, der Sieger auf dem Rossfeld und dem ADAC-Schauinsland-Rennen. Dazu kamen neben anderen der Abarth-Werkspilot Hans Herrmann, Joseph Greger mit seinem Porsche 718 WRS und Ferrari-Fahrer Carlo-Maria Abate. Auch in Villars-sur-Ollon hieß der Sieger Edgar Barth, der auf einem Porsche 718 WRS das Rennen mit fünf Sekunden Vorsprung auf Hans Herrmann im Abarth 2000 gewann. 
Besondere Attraktion für die Zuseher waren drei am Start befindliche aktuelle Formel-1-Piloten, die mit Formel-2-Monoposti am Start waren. Jack Brabham hatte 1959 und 1960 die Formel-1-Weltmeisterschaft gewonnen, Joakim Bonnier siegte, neben seinen Erfolgen bei Sportwagenrennen, 1959 beim Großen Preis der Niederlande und Joseph Siffert hatte 1962 in der höchsten Monoposto-Rennformel debütierte. In die Wertung kam keiner der Dreien.

## Ergebnisse

### Schlussklassement
| 1               | S/P 2.0   | 147 | Porsche              | Edgar Barth                       | Porsche 718 WRS                 | 0:09:02,900 |
| 2               | S/P 2.0   | 153 |                      | Hans Herrmann                     | Abarth 2000                     | 0:09:07,500 |
| 3               | S/P 2.0   | 148 |                      | Joseph Greger                     | Porsche 718 RS                  | 0:09:18,000 |
| 4               | S/P 2.0   | 149 |                      | Edoardo Lualdi                    | Ferrari Dino 196SP              | 0:09:27,800 |
| 5               | GT 3.0    | 108 | Scuderia Venezia     | Carlo-Maria Abate                 | Ferrari 250 GTO                 | 0:09:30,500 |
| 6               | GT 2.0    | 102 | Abarth               | Herbert Müller                    | Porsche 356B Carrera Abarth GTL | 0:09:32,900 |
| 7               | S/P 1.6   | 139 |                      | Karl Foitek                       | Lotus 23B                       | 0:09:32,900 |
| 8               | S/P 2.0   | 154 |                      | Anton Fischhaber                  | Lotus 23                        | 0:09:36,300 |
| 9               | S/P 1.6   | 140 |                      | Robert Huber                      | Lotus 23                        | 0:09:44,500 |
| 10              | GT 3.0    | 109 | Scuderia Filipinetti | Edgar Berney                      | Ferrari 250 GTO                 | 0:09:45,400 |
| 11              | S/P 1.6   | 141 |                      | Kurt Rost                         | Lotus 23B                       | 0:09:46,000 |
| 12              | S/P 1.0   | 129 |                      | Tommy Spychiger                   | Fiat-Abarth 1000S               | 0:09:50,100 |
| 13              | S/P 1.6   | 143 |                      | Ed Zeller                         | Brabham BT5                     | 0:09:52,100 |
| 14              | S/P + 2.0 | 143 |                      | Lorenzo Bandini                   | Ferrari 250TR                   | 0:09:53,300 |
| 15              | GT 1.3    | 74  |                      | Giampiero Biscaldi                | Abarth-Simca 1300 Bialbero      | 0:09:59,300 |
| 16              | S/P 1.3   | 133 |                      | Sidney Charpilloz                 | Elva Mk.VII                     | 0:10:00,800 |
| 17              | GT 2.0    | 97  |                      | Werner Brockhaus                  | Porsche 356B 2000 GS Carrera    | 0:10:04,100 |
| 18              | GT 3.0    | 115 |                      | Werner Rüfenacht                  | Ferrari 250 GT                  | 0:10:07,100 |
| 19              | GT 1.6    | 88  | Abarth               | Heinz Schiller                    | Porsche 356B Carrera Abarth GTL | 0:10:09,900 |
| 20              | GT 1.3    | 75  |                      | Xavier Perrot                     | Abarth-Simca 1300 Bialbero      | 0:10:16,500 |
| 21              | S/P 1.0   | 121 |                      | Fritz Baumann                     | Lotus 23                        | 0:10:16,800 |
| 22              | S/P 1.3   | 131 |                      | Bernhard Baur                     | Lotus 23                        | 0:10:19,500 |
| 23              | GT 3.0    | 114 |                      | Walter Ringgenberg                | Ferrari 250 GT                  | 0:10:21,200 |
| 24              | S/P 1.3   | 134 |                      | Walter Flückiger                  | Lola MK1                        | 0:10:22,100 |
| 25              | GT 1.6    | 78  |                      | Karl Federhofer                   | Porsche 356B Carrera            | 0:10:22,700 |
| 26              | GT 1.6    | 85  | Manfred Mohr         | Manfred Mohr                      | Porsche 356B Carrera            | 0:10:27,900 |
| 27              | GT 1.6    | 90  |                      | Pierre Sudan                      | Porsche 356B Carrera            | 0:10:30,800 |
| 28              | GT 1.0    | 50  |                      | André Knörr                       | Fiat-Abarth 1000                | 0:10:31,600 |
| 29              | GT 1.0    | 46  |                      | Jacques Calderari                 | Fiat-Abarth 1000                | 0:10:33,100 |
| 30              | S/P 1.0   | 128 |                      | Walter Schalz                     | Lotus 23                        | 0:10:35,100 |
| 31              | GT 1.0    | 49  |                      | Theo Hofer                        | Fiat-Abarth 1000                | 0:10:35,700 |
| 32              | GT 1.6    | 91  |                      | Gabriel Lanzo Wambolt von Umstadt | Porsche 356B Carrera            | 0:10:36,200 |
| 33              | GT 1.0    | 48  |                      | Peter Ettmüller                   | Fiat-Abarth 1000                | 0:10:36,800 |
| 34              | GT 1.3    | 73  |                      | Pierre de Siebenthal              | Lotus Elite                     | 0:10:40,600 |
| 35              | GT 1.6    | 87  |                      | Charles Ramu-Caccia               | Alfa Romeo Giulia               | 0:10:40,600 |
| 36              | GT 1.0    | 53  |                      | Kurt Zuegg                        | Fiat-Abarth 1000                | 0:10:41,600 |
| 37              | GT + 3.0  | 120 |                      | Siegfried Zwimpfer                | Chevrolet Corvette Sting Ray    | 0:10:45,200 |
| 38              | GT + 3.0  | 119 |                      | Arthur Siegenthaler               | Jaguar E-Type                   | 0:10:45,500 |
| 39              | GT 3.0    | 110 |                      | Armand Boller                     | Ferrari 250 GTO                 | 0:10:48,500 |
| 40              | GT 3.0    | 111 |                      | Charly Müller                     | Ferrari 250 GT SWB              | 0:10:50,200 |
| 41              | GT 1.3    | 68  |                      | Otto Model                        | Abarth-Simca 1300 Bialbero      | 0:10:53,400 |
| 42              | GT 1.0    | 51  |                      | Romano Sacchi                     | Fiat-Abarth 1000                | 0:10:54,500 |
| 43              | GT 3.0    | 117 |                      | Daniel Siebenmann                 | Ferrari 250 GT                  | 0:11:00,200 |
| 44              | S/P + 2.0 | 155 |                      | Carlo Facetti                     | Lancia Flaminia Zagato          | 0:11:02,700 |
| 45              | GT 1.3    | 55  |                      | André Bungerer                    | Alfa Romeo Giulietta            | 0:11:08,100 |
| 46              | S/P 1.3   | 136 |                      | Gustav Schlup                     | Elva Mk.VI                      | 0:11:09,900 |
| 47              | GT 2.0    | 96  |                      | Hans-Peter Bigler                 | Porsche 356B 2000 GS Carrera    | 0:11:10,800 |
| 48              | GT 1.6    | 80  |                      | Karl Hinz                         | Porsche 356B Carrera            | 0:11:12,700 |
| 49              | GT 1.3    | 63  |                      | Jean-Paul Humberset               | Alfa Romeo Giulietta SZ         | 0:11:13,000 |
| 50              | GT 1.3    | 59  |                      | Pierre-Yves Gaggio                | Alfa Romeo Giulietta SZ         | 0:11:21,400 |
| 51              | GT 3.0    | 112 |                      | Daniel Pache                      | Mercedes-Benz 300 SL            | 0:11:22,000 |
| 52              | GT 1.3    | 65  |                      | Kurt Knorr                        | Alfa Romeo Giulietta            | 0:11:24,300 |
| 53              | GT 1.6    | 82  |                      | „Jet“                             | Porsche 356B Carrera            | 0:11:25,700 |
| 54              | GT 1.3    | 72  |                      | Franz Schaffhauser                | Alfa Romeo Giulietta            | 0:11:27,300 |
| 55              | GT 1.6    | 76  |                      | Arthur Blank                      | Ford Cortina                    | 0:11:27,600 |
| 56              | S/P 1.0   | 124 |                      | Heinz Geissmann                   | Sauter                          | 0:11:29,800 |
| 57              | GT 3.0    | 113 |                      | Walter Rheiner                    | Triumph TR4                     | 0:11:40,800 |
| 58              | GT 2.0    | 95  |                      | Alfred Benzinger                  | AC Ace                          | 0:11:41,100 |
| 59              | GT 2.0    | 100 |                      | René Froidevaux                   | Porsche 356B 2000 GS Carrera    | 0:11:42,300 |
| 60              | GT 1.3    | 60  |                      | Lionel Goi                        | Lotus Elite                     | 0:11:47,700 |
| 61              | GT 1,3    | 60  |                      | Arnaldo Maestrini                 | Lotus Elite                     | 0:11:49,700 |
| 62              | GT 2.0    | 104 |                      | Charles Stolz                     | AC Ace                          | 0:11:50,100 |
| 63              | S/P 1.3   | 63  |                      | Laurent Rotti                     | Alfa Romeo Giulia               | 0:12:11,800 |
| 64              | S/P 2.0   | 101 |                      | Patrick Godfrey                   | MGB                             | 0:12:13,200 |
| 65              | GT 3.0    | 116 |                      | Urs Schütz                        | Triumph TR4                     | 0:12:15,900 |
| 66              | GT 2.0    | 105 |                      | William Dulles                    | Morgan Plus 4                   | 0:12:17,800 |
| 67              | GT 1.3    | 66  |                      | Rico Kurrus                       | Alfa Romeo Giulietta            | 0:12:17,800 |
| 68              | GT 1.3    | 57  |                      | Riquet Colsenet                   | Alfa Romeo Giulietta            | 0:12:20,100 |
| 69              | GT 1.6    | 83  |                      | Hans Meister                      | Porsche 356B Carrera            | 0:12:26,500 |
| 70              | GT 1.6    | 84  |                      | Marie-Louise Mermod               | Alfa Romeo Giulia               | 0:12:30,000 |
| 71              | GT 1.6    | 81  |                      | Michel Isch                       | Porsche 356B Carrera            | 0:12:33,700 |
| 72              | GT 850    | 44  |                      | Joe Kretschi                      | Fiat-Abarth 850TC               | 0:12:37,300 |
| 73              | GT 1.6    | 89  |                      | Roger Steck                       | MGA                             | 0:12:55,300 |
| 74              | GT 700    | 36  |                      | Hans Affentranger                 | Fiat-Abarth 700                 | 0:12:55,400 |
| 75              | GT 700    | 38  |                      | Edwin Heusser                     | NSU Prinz                       | 0:13:39,100 |
| 76              | GT 850    | 43  |                      | Jean-Claude Gret                  | René Bonnet Djet                | 0:13:50,100 |
| 77              | GT 700    | 40  |                      | Francois Tapernoux                | NSU Prinz                       | 0:14:00,300 |
| 78              | GT 1.3    | 62  |                      | Marcel Henry                      | Simca Aronde                    | 0:15:11,600 |
| Ausgefallen     |           |     |                      |                                   |                                 |             |
| 79              | GT 700    | 37  |                      | Joseph Egli                       | BMW 700S                        |             |
| 80              | GT 1.3    | 58  |                      | Filippo Della Balda               | Alfa Romeo Giulietta            |             |
| 81              | GT 1.3    | 61  |                      | Alfred Hachen                     | Abarth-Simca 1300 Bialbero      |             |
| 82              | GT 1.6    | 77  |                      | Albert Eggs                       | Porsche 356B Carrera            |             |
| 83              | GT 1.6    | 93  |                      | Michel Weber                      | Porsche 356B Carrera            |             |
| 84              | S/P 1.0   | 126 |                      | Alfred Junker                     | Ginetta G6                      |             |
| 85              | S/P 1.6   | 142 |                      | Alban Scheiber                    | Lotus 23                        |             |
| 86              | S/P 2.0   | 150 |                      | Pierre Marx                       | Porsche 718 RS                  |             |
| 87              | S/P 2.0   | 151 |                      | Heini Walter                      | Porsche 718 RS                  |             |
| 88              | R 1.5     |     |                      | Jack Brabham                      | Brabham                         |             |
| 89              | R 1.5     | 25  |                      | Joseph Siffert                    | Lotus                           |             |
| 90              | R + 1.5   | 31  |                      | Joakim Bonnier                    | Ferguson                        |             |
| Nicht gestartet |           |     |                      |                                   |                                 |             |
| 91              | GT 850    | 41  |                      | Stefan Brugger                    | DKW F 11                        | 1           |
| 92              | GT 1.3    | 56  |                      | Denis Borel                       | Abarth-Simca 1300 Bialbero      | 2           |
| 93              | GT 1.6    | 86  |                      | Remi Peterelli                    | Porsche 356 1500                | 3           |
| 94              | GT 2.0    | 98  |                      | André Bungener                    | AC Ace                          | 4           |
| 95              | S/P 1.0   | 123 |                      | Walter Egger                      | Sauter                          | 5           |
| 96              | S/P 1.0   | 125 |                      | Willy Gruber                      | Ford Anglia                     | 6           |
| 97              | S/P 1.3   | 132 |                      | Edouard Blanc                     | Lotus                           | 7           |
| 98              | S/P 2.0   | 146 |                      | Carlo Armiraglio                  | Maserati 2000                   | 8           |
| 99              | S/P + 2.0 | 157 |                      | Harry Zweifel                     | Lotus 23                        | 9           |

1 nicht gestartet
2 nicht gestartet
3 nicht gestartet
4 nicht gestartet
5 nicht gestartet
6 nicht gestartet
7 nicht gestartet
8 nicht gestartet
9 nicht gestartet

### Nur in der Meldeliste
Hier finden sich Teams, Fahrer und Fahrzeuge, die ursprünglich für das Rennen gemeldet waren, aber aus den unterschiedlichsten Gründen daran nicht teilnahmen.
| Pos. | Klasse  | Nr. | Team | Fahrer              | Chassis                      |
| ---- | ------- | --- | ---- | ------------------- | ---------------------------- |
| 100  | GT 700  | 39  |      | Heinz Schulthess    | NSU Prinz                    |
| 101  | GT 850  | 42  |      | Jean-Pierre Feuz    | DKW Junior                   |
| 102  | GT 1.0  | 45  |      | Franco Birchler     | Fiat-Abarth 1000             |
| 103  | GT 1.0  | 47  |      | Ulrich Heggenberger | Fiat-Abarth 1000             |
| 104  | GT 1.0  | 52  |      | Irene Sadron        | DB HBR                       |
| 105  | GT 1.0  | 54  |      |                     | Fiat-Abarth 1000             |
| 106  | GT 1.3  | 64  |      | Othmar Kehl         | Alfa Romeo Giulietta         |
| 107  | GT 1.3  | 69  |      | Jean Pons           | Alfa Romeo Giulietta         |
| 108  | GT 1.3  | 70  |      | René Richard        | Abarth-Simca 1300 Bialbero   |
| 109  | GT 1.3  | 71  |      | Armand Schäfer      | Alfa Romeo Giulietta SZ      |
| 110  | GT 1.6  | 79  |      | Hermann Helbling    | Ford Cortina                 |
| 111  | GT 1.6  | 92  |      | Tony Waldis         | Porsche 356B Carrera         |
| 112  | GT 2.0  | 99  |      | Franco Franzi       | Fiat 8V                      |
| 113  | GT 2.0  | 103 |      | Michel Niquille     | Porsche 356B 2000 GS Carrera |
| 114  | S/P 1.0 | 122 |      | Claude Bobrowski    | René Bonnet Djet             |
| 115  | S/P 1.0 | 127 |      | Peter Nebel         | Sauter                       |
| 116  | S/P 1.3 | 137 |      | Dieter Spoerry      | Osca 1100S                   |
| 117  | S/P 1.6 | 144 |      |                     | Abarth 1600                  |
| 118  | S/P 2.0 | 152 |      | Odoardo Govoni      | Abarth 2000                  |

### Klassensieger
| Klasse    | Fahrer                  | Fahrzeug                        | Platzierung im Gesamtklassement |
| --------- | ----------------------- | ------------------------------- | ------------------------------- |
| R + 1.5   | kein Teilnehmer im Ziel |                                 |                                 |
| R 1.5     | kein Teilnehmer im Ziel |                                 |                                 |
| S/P + 2.0 | Lorenzo Bandini         | Ferrari 250TR                   | 14                              |
| S/P 2.0   | Edgar Barth             | Porsche 718 WRS                 | Gesamtsieg                      |
| S/P 1.6   | Karl Foitek             | Lotus 23B                       | Rang 7                          |
| S/P 1.3   | Sidney Charpilloz       | Elva Mk.VII                     | Rang 16                         |
| S/P 1.0   | Tommy Spychiger         | Fiat-Abarth 1000S               | Rang 12                         |
| GT + 3.0  | Siegfried Zwimpfer      | Chevrolet Corvette Sting Ray    | Rang 37                         |
| GT 3.0    | Carlo-Maria Abate       | Ferrari 250 GTO                 | Rang 5                          |
| GT 2.0    | Herbert Müller          | Porsche 356B Carrera Abarth GTL | Rang 6                          |
| GT 1.6    | Heinz Schiller          | Porsche 356B Carrera Abarth GTL | Rang 19                         |
| GT 1.3    | Giampiero Biscaldi      | Abarth-Simca 1300 Bialbero      | Rang 15                         |
| GT 1.0    | André Knörr             | Fiat-Abarth 1000                | Rang 28                         |
| GT 850    | Joe Kretschi            | Fiat-Abarth 850TC               | Rang 72                         |
| GT 700    | Hans Affentranger       | Fiat-Abarth 700                 | Rang 74                         |

### Renndaten
- Gemeldet: 119
- Gestartet: 90
- Gewertet: 78
- Rennklassen: 15
- Zuschauer: unbekannt
- Wetter am Renntag: warm und trocken
- Streckenlänge: 8,000 km
- Fahrzeit des Siegerteams: 0:09:02,900 Stunden
- Gesamtrunden des Siegerteams: 2
- Gesamtdistanz des Siegerteams: 16,000 km
- Siegerschnitt: 106,097 km/h
- Pole Position: keine
- Schnellste Rennrunde: Joakim Bonnier – Ferguson (#31) – 4:32,000
- Rennserie: 17. Lauf zur Sportwagen-Weltmeisterschaft 1963